# Sejm piotrkowski 1544
Sejm piotrkowski 1544 – Sejm walny Korony Królestwa Polskiego został zwołany 6 października 1543 roku do Piotrkowa. Sejm został odroczony z powodu zarazy.
Sejmiki przedsejmowe odbyły się w listopadzie 1543 roku. Obrady sejmu trwały od 6 stycznia do 7 marca 1544 roku.